# Muzeum másla
Muzeum másla v Máslovicích, respektive Malé máslovické muzeum másla, je malá expozice v malé středočeské obci Máslovice, okres Praha-východ.

## Historie a popis expozice
Máslovické muzeum másla bylo založeno v roce 1997 za podpory Národního zemědělského muzea Kačina. Nabízí interaktivní prohlídku předmětů, související s domácí výrobou másla: máselnice různých typů, druhů i velikostí, odstředivky, formy na máslo, máslenky, a také sbírky obalů másla. Většinu exponátů je možné si vyzkoušet při stloukání másla.
V muzeu je také stálá expozice historie Máslovic, které i přes svůj název nemají původ odvozen od očekávaného másla, nýbrž od rodu Máslovců.
Kromě stálé expozice zde probíhají též krátkodobé výstavy.